# Bound for Glory (2012)
Bound for Glory (2012) (в переводе с англ. — «В поисках славы») — это профессиональное рестлинг PPV-шоу, проводимое федерацией TNA. Шоу прошло 14 октября 2012 года на The Grand Canyon University Arena в Финикс, Аризона. Это шоу станет восьмым в линейке Bound for Glory.

## Создание
Bound for Glory является крупнейшим pay-per-view-шоу промоушена TNA, в котором рестлеры участвуют в различных фьюдах и сюжетных линиях. Рестлеры олицетворяют собою злодеев или героев на ринге. Фьюды проходят таким путём, что сначала, на рядовых эпизодах, обстановка накаляется, а уже на самих праздниках рестлинга тот или иной фьюд как правило подходит к своему логическому завершению.
10 июня 2012 года на PPV Slammiversary 10 было объявлено что на PPV Bound for Glory будет введён первый член Зала Славы TNA, и им стал Стинг.
О месте проведения Bound for Glory 2012 стало известно 5 июля на выпуске Impact Wrestling. Им стал Grand Canyon University Arena, который находится в Финикс, штат Аризона.

## Поединки
| №                                | Матч | Тип Матча | Время |
| -------------------------------- | --- | --- | ----- |
| 1                                | Роб Ван Дам победил Зиму Айона (с)                                                                                | Одиночный поединок за титул Чемпиона Х Дивизиона                                                             | 08:04 |
| 2                                | Самоа Джо (с) победил Магнуса                                                                                     | Одиночный поединок за титул Телевизионного Чемпиона TNA                                                      | 09:15 |
| 3                                | Джеймс Шторм победил Бобби Руда                                                                                   | Уличная драка со специальным ринг-инфорцером Кинг Мо                                                         | 17:35 |
| 4                                | Джои Райан победил Эл Сноу                                                                                        | Одиночный поединок Если Райан выигрывает, то он получает контракт с TNA                                      | 08:32 |
| 5                                | Чаво Герреро и Эрнандес победили Bad Influence (Кристофер Дэниелс и Казаряна) (с) и Курта Энгла и Эй Джей Стайлза | Трёхсторонний поединок за титулы Командных мировых чемпионов TNA                                             | 15:39 |
| 6                                | Тара победила Мисс Тессмакер (с)                                                                                  | Одиночный поединок за титул Чемпионки Нокаутов TNA                                                           | 06:21 |
| 7                                | «Тузы и Восьмёрки» победили Стинга и Булли Рэя                                                                    | Командный поединок без дисквалификаций Если Тузы и Восьмёрки выиграют, то они могут появляться в Impact Zone | 10:51 |
| 8                                | Джефф Харди победил Остина Эриеса (с)                                                                             | Одиночный поединок за титул Чемпиона мира в тяжёлом весе TNA                                                 | 23:03 |
| (c) – чемпион на момент поединка | | |       |